# Klaus Wilhelm Rath
Klaus Wilhelm Rath (* 10. Mai 1902 in Anklam; † 24. Juli 1981 in Braunlage) war ein deutscher nationalsozialistischer Wirtschaftswissenschaftler.

## Leben
Klaus Wilhelm Rath studierte an den Universitäten Frankfurt/Main, München, Marburg und Berlin Volkswirtschaftslehre. In Frankfurt am Main wurde er 1928 zum Doktor der Staats- und Wirtschaftswissenschaften promoviert und war dort anschließend als Assistent an der Wirtschafts- und Sozialwissenschaftlichen Fakultät tätig. 1933 habilitierte er sich. Vertretungsweise lehrte er wirtschaftswissenschaftliche Staatswissenschaften 1934/1935 an der Universität Greifswald und 1935/1936 an der Universität Göttingen. In Göttingen lehrte er ab 1937 als außerordentlicher, ab 1939 als ordentlicher Professor für politische Volkswirtschaftslehre und Finanzwissenschaft und betrieb die nationalsozialistische Ausrichtung des Fachgebietes. Er wurde Direktor des Seminars für Versicherungswirtschaft. Klaus Wilhelm Rath war von 1933 bis 1941 Mitglied der SA und trat zum 1. Mai 1933 der NSDAP bei (Mitgliedsnummer 2.275.227). Er gehörte dem Nationalsozialistischen Deutschen Dozentenbund (NSDoB) und dem NS-Rechtswahrerbund (NSRWB) an.
Von 1952 bis 1957 wurde er in Göttingen als ordentlicher Professor zur Wiederverwendung geführt. Er gehörte zu den wenigen politisch belasteten Hochschullehrern, bei denen sich die Fakultäten weigerten, sie wieder aufzunehmen, da er sich als „nationalsozialistischer Terrorist“ aufgeführt hatte und seine Wiedereinstellung deshalb als rufschädigend angesehen wurde. Zusammen mit dem Theologen Walter Birnbaum leitete er den Göttinger Verband der Nicht-Amtierenden (Amtsverdrängten) Hochschullehrer. 1957 wurde ihm der Status eines emeritierten Hochschullehrers der TH Hannover verliehen.

## Schriften (Auswahl)
- Macht und ökonomisches Gesetz. Klostermann, Frankfurt am Main 1933.
- Das Judentum in der Rechtswissenschaft. Bd. 2: Judentum und Wirtschaftswissenschaft. Deutscher Rechts-Verlag, Berlin 1936.
- Um die rassische Bedingtheit der nationalökonomischen Theorie. In: Kieler Blätter. Bd. 2 (1939), Heft 3, S. 202–211.
- Imperialismus und völkische Wirtschaftsordnung. J. F. Lehmanns Verlag, München 1940.
- Konkurrenzsystem, Organisationsform und Wirtschaftlichkeit im Versicherungswesen. Meiner, Leipzig 1942.